# Eusthenia spectabilis
Eusthenia spectabilis es una especie muy grande de plecópteros en la familia Eustheniidae, a veces conocidos como los plecópteros gigantes. Con 4 cm (1,6 pulgadas), Eusthenia spectabilis es el miembro más grande del género y emerge más tarde que otras especies similares.

## Apariencia
Extremadamente similar a otros miembros del género Eusthenia, los adultos maduros tienen un cuerpo alargado, aplanado y suave con cercos largos y filamentosos. Sin embargo, los de E. spectabilis son más cortos y gruesos en relación con el tamaño del cuerpo que otras especies. La cabeza, el tórax, las patas y el abdomen son principalmente gris oscuro a negro, pero pueden tener bordes naranjas a rojos. La cresta occipital a menudo es roja en individuos impecables. Las alas de esta especie también son oscuras con una base morada, venas pálidas y una banda horizontal a dos tercios de camino hacia abajo; la alas posteriores son principalmente rojas con el extremo distal oscuro.
Se encuentra dimorfismo sexual en todas las etapas de la vida, con las hembras siendo más grandes tanto en forma adulta como de ninfa, la especie quizás se identifique mejor por su genital externo, los machos tienen un epicrot corto y sin dientes, mientras que las hembras tienen una placa genital simple que es distintiva en comparación con otros miembros de Eusthenia.

## Historia de vida y comportamiento
Como la mayoría de los plecópteros, E. spectabilis es un carnívoro completamente acuático en las etapas juveniles, que se desarrolla en un adulto alado efímero y menos voraz.
La forma de poner huevos y la forma de los huevos de muchos plecópteros, incluido E. spectabilis, fue investigada en gran medida por Hugh Bernard Noel Hynes, donde los huevos entran al arroyo por deposición a través del ovipositor de las hembras.
Las ninfas, a menudo conocidas como náyades, pueden variar en color, con individuos más jóvenes comenzando de color verde y oscureciendo a marrón o negro, a pesar de esto, los individuos pueden retener el color del instar inferior. Las náyades emergerán aproximadamente después de un año, luego subirán a la zona riparia para mudar a adultos.

## Distribución
Es endémica de Tasmania, donde su rango se encuentra principalmente en arroyos y ríos alpinos y subalpinos del oeste de Tasmania.

## Investigación
E. spectabilis ha recibido poca atención de la ciencia como muchos invertebrados australianos. Sin embargo, muchos plecópteros se han utilizado para indicar la calidad del agua. Los estudios sobre E. spectabilis han demostrado que sobreviven cuando el agua está contaminada con metales pesados. E. spectabilis fue el primer invertebrado de agua dulce registrado que produjo metalotioneína en respuesta a altas concentraciones de cadmio.